# محمد حمزة (شاعر)
محمد حمزة (20 يونيو 1940  - 18 يونيو 2010)، شاعر مصري. بدأ بكتابة الشعر الغنائي بالاحتراف كان عام 1963 وذلك عندما قدمته فايزة أحمد من خلال أغنية «أؤمر يا قمر»، حتى وصل رصيده إلى 1200 أغنية عاطفية وشعبية ووطنية، تغنى بها عبد الحليم حافظ ونجاة الصغيرة وفايزة أحمد وشادية ووردة الجزائرية وصباح ومحمد رشدي وعفاف راضي وعماد عبد الحليم وهاني شاكر وسميرة سعيد وغيرهم.
كما إنه عمل كصحفي وناقد في إصدارات روز اليوسف وصباح الخير وجريدة الوفد والأهرام الرياضي.
وللشاعر الراحل ما يزيد عن 1200 أغنية، من بينها 37 للعندليب عبد الحليم حافظ، من أشهرها «مداح القمر» و«موعود»، و«سواح»، و«زي الهوى»، و«أي دمعة حزن لا»، كما غنى له عشرات الفنانين من مصر والوطن العربي، كان آخرهم كاظم الساهر وسميرة سعيد.
كما كتب «حكايتي مع الزمن» لوردة الجزائرية، و"يا حبيبتي يا مصر لشادية"، و«عيون بهية» أجمل ما غنى محمد العزبي، كما كتب لأصاله نصري «سامحتك».

## أغانيه لعبد الحليم حافظ
1. سواح
2. زي الهوا
3. جانا الهوى
4. نبتدي منين الحكاية
5. موعود
6. أي دمعة حزن لا
7. حاول تفتكرني
8. مداح القمر
9. ماشي الطريق
10. بحلم بيوم
11. مين انا
12. عاش اللي قال
13. فدائي

## وصلة خارجية
- محمد حمزة على قاعدة بيانات الأفلام العربية.